# Symbra cordobensis
Symbra cordobensis är en stekelart som beskrevs av Stage och Roy R. Snelling 1986. Symbra cordobensis ingår i släktet Symbra och familjen kragglanssteklar. Inga underarter finns listade i Catalogue of Life.